# Harry Plunket Greene
Henry (Harry) Plunket Greene (Dublin 24 juin 1865 – 19 août 1936) est un baryton anglo-irlandais, fameux à l'époque pour son répertoire d'oratorios et de concerts. Il a écrit et fait des conférences sur son art.

## Formation
Plunket Greene est le fils de l'avocat Richard Jonas Greene et de son épouse, née Louisa Lilias Plunket, petite-fille de William Conyngham Plunket, 1er baron Plunket, lord-chancelier d'Irlande. Il suit ses études au Clifton College et se destine à étudier le droit à Oxford. Mais il a un accident en jouant au football et doit subir une année de convalescence. Il étudie auprès d'Arthur Barraclough à Dublin avant de suivre les cours de Hromada du conservatoire de Stuttgart au début des années 1880. Il prend aussi des cours auprès de Luigi Vannuccini (élève de Francesco Lamperti) à Florence et à Londres auprès de J. B. Welsh et Alfred Blume.

## Débuts
Il fait ses débuts à Londres au People's Palace en 1888 dans le Messie d'Haendel et l'année suivante chante dans Rédemption de Gounod. En 1890, il fait ses débuts sur la scène de l'opéra dans le rôle du commandeur de Don Giovanni, puis du duc de Vérone dans Roméo et Juliette, à Covent Garden. Ensuite il se consacre en priorité aux récitals.
Dans le domaine de l'oratorio, il fait sa première apparition publique au festival de Worcester en 1890. Plunket Greene crée le rôle titre de Job d'Parry au festival de Gloucester en 1892. Cela comprend la Lamentation de Job, une scène très longue et soutenue d'oratorio de 28 pages. David Bispham a déclaré à propos de ses performances qu'il « a créé le rôle et l'a rendu plusieurs fois avec un superbe sentiment dramatique. » Dans cette œuvre, comme dans la plupart des chants de Parry, Plunket Greene a rendu la parfaite déclamation de l'écriture de Parry, et a mis l'accent sur les valeurs des mots en parfaite concordance avec la musique. En conséquence, il est devenu le dédicataire d'origine de nombreuses œuvres lyriques de Parry et de Battison Haynes (Off to Philadelphia), ainsi que de Charles Villiers Stanford. Stanford a composé Songs of the Sea pour lui. Plunket Greene admirait grandement Cushendall de Stanford, ainsi que son Irish Idyll et Three Cavalier Songs sur des paroles de Browning. Bien que sa voix ne soit pas d'une puissance exceptionnelle, il a su lui rendre toute sa musicalité avec grande intelligence et style.
En 1891, George Bernard Shaw  l'a trouvé « tout à fait régulier dans son sublime duo » de Bach de la cantate O, Ewiges Feuer, avec le Bach Choir. En avril 1892 (partageant la scène avec Joseph Joachim , Franz Xaver Neruda, Fanny Davies, Alfredo Piatti et Agnes Zimmermann (piano)), il chante admirablement pour la première fois au Monday Popular Concert (Lully, Peter Cornelius et Schumann). En novembre 1893, il chante à la première des concerts du London Symphony Orchestra dirigés par George Henschel et paraît dans le nouveau chant de Stanford, Prince Madoc's Farewell; il le fait d'une manière si patriotique qu'il « a littéralement fait irruption une ou deux fois dans la clé suivante. » Les restrictions de Shaw sur sa diction ont sans aucun doute été prises très au sérieux par le chanteur qui a étudié pour faire de la clarté absolue et du naturel de la diction un point central de son enseignement et de son exemple.
Dès le début de sa carrière, Plunket Green est un chantre de la ballade et du chant anglais, ainsi que des chants traditionnels irlandais et anglais qu'il met dans son répertoire. Grâce à ses relations avec Stanford, Parry, Vaughan Williams, Gervase Elwes, et grâce aux arrangements d'Hamilton Harty, Arthur Somervell ou Charles Wood, il promeut cet art du chant anglais et anglo-irlandais sans tomber dans le folklore et toujours avec un phrasé impeccable et une interprétation naturelle. Il explique cela dans son livre paru en 1912 Interpretation in Song et réédité plusieurs fois.

## Récitals et partenariat avec Leonard Borwick
Dans les années 1890 (à partir de 1893), Plunket Greene devient l'un des interprètes anglais majeurs des lieder allemands, en particulier de Schubert, Schumann et Brahms. Il est accompagné du pianiste Leonard Borwick (frère d'un ami d'école), élève de Clara Schumann à Francfort et remarqué pour sa puissance rythmique et comme Fanny Davies très impliqué dans l'œuvre de Joseph Joachim. L'amitié musicale de Plunket Greene et Borwick dura toute la vie de ce dernier.
Plunket Greene fait sa première tournée en Amérique du Nord au printemps 1893 et suggère à Borwick de donner un récital uniquement de piano et de chant à Londres, ce qui n'était pas habituel à l'époque. Le premier récital de la sorte se tient à la Salle Saint-Jacques (en) en décembre 1893, suivi d'une tournée en Angleterre. Il fait de même pendant dix ans. Borwick joue son propre programme ainsi que sa musique d'accompagnement avec Plunket Greene; après quelques saisons, Samuel Liddle devient aussi accompagnateur.
Le 11 janvier 1895, Borwick et Plunket Greene donnent leur première représentation complète au St James's Hall des Dichterliebe de Schumann pour la première fois in extenso à Londres. Le partenariat se poursuit jusqu'en 1913; mais chacun fait aussi des tournées séparées. Plunket Greene appréciait spécialement le public américain et allemand pour leur attention et leur enthousiasme. Il préférait le public du nord de l'Angleterre, plutôt que celui du sud et de Londres, plus superficiel, et aimait chanter devant des élèves des pensionnats anglais

## Maturité
Plunket Greene est ami d'Edward Elgar et chante aux concerts de son Malvern Concert Club. Il interprète pour la première fois The Dream of Gerontius en octobre 1900 au festival de Birmingham avec Marie Brema (l'ange) et Edward Lloyd (l'âme) sous la direction de Hans Richter.
Le cycle de chants d'Arthur Somervell, sur les paroles de Maud de Tennyson est produit avec douze chants en 1898 et magistralement interprété par Plunket Greene. En 1899, il épouse la fille cadette d'Hubert Parry, Gwendoline Maud, et leur fils aîné naît en 1901. Il donne la première représentation de l'œuvre d'Arthur Somervell, A Shropshire Lad, au Aeolian Hall de Londres, le 3 février 1904.
Plunket Greene chante les Songs of Travel de Ralph Vaughan Williams dans un récital de février 1905 et dès lors elles deviennent fameuses dans le répertoire anglais.
Il soutient dès le début de sa carrière Gervase Elwes dont il demeure ami toute sa vie. À l'audition d'Elwes au Royal College of Music en 1903, Plunket Greene lui écrit pour l'encourager et lui fait part des réactions favorables de Parry et de Stanford ; peu de temps après, il le parraine au Savile Club  de Londres. En 1906, il rejoint les musiciens à Brigg pour participer au deuxième festival organisé par Elwes et Percy Grainger, et déclare qu'il aimerait participer à encore plus de représentations avec eux. Lorsqu'Elwes meurt en 1921, Plunket Greene  écrit: « J'ai toujours senti qu'il était l'homme que j'admirais le plus. ». Dans  la Passion selon saint Matthieu: « (il) nous faisait ressentir qu'il était celui parmi tous qui était le plus doué pour nous conter l'histoire la plus importante du monde. ».
Plunkett Greene enregistre d'abord pour la Gramophone Company en 1904-1906.
Il apparaît le 24 janvier au Queen's Hall dans Nimrod d'Elgar, chante des chants de Walford Davies et le monologue d'Hans Sachs des Maîtres-Chanteurs. Il chante pour la première fois dans les Promenade Concerts du Queen's Hall en octobre 1914, interprétant les Songs of the Sea de Stanford avec l'Alexandra Palace Choral Society.

## Concours et festivals, enseignement
Dans les dernières années de sa carrière, Plunket Greene se consacre intensément à l'organisation de concerts et à l'enseignement. Il traverse l'Atlantique pour la quinzième fois en 1923 (il a fait son premier voyage en Amérique du Nord en 1893), pour être juge dans des concours musicaux au Canada. De New York, il se rend à Toronto en train puis à Granville Bantock. Il participe aux festivals de l'Ontario, Manitoba, Saskatchewan, Alberta  et en Colombie britannique. Pour ce premier festival de l'Ontario (qui se tient à Toronto), il est avec Robert Watkin-Mills et Boris Hambourg. Pour le sixième festival de Winnipeg, il est avec Herbert Witherspoon et Cecil Forsyth, et l'on y offre la coupe Earl Grey. Pour le seizième festival d'Edmonton (Alberta), il est avec des chœurs de Lethbridge et de Calgary, et pour le festival de Prince Albert, il chante avec Herbert Howells. Ces événements permettent de promouvoir l'art choral et instrumental et le chant, ainsi que la création musicale, tout en insufflant un grand esprit d'émulation avec des prix dont la tradition a commencé à Kendal vers 1889. Plunket Greene repète cette expérience au Saskatchewan en 1931, accompagné d'Harold Samuel, Maurice Jacobson et Hugh Roberton
Parmi ceux qui ont profité de son enseignement, l'on compte Sir Keith Falkner, que Plunket Greene a conseillé dans sa fameuse interprétation de la Lamentation de Job dans l'oratorio d'Hubert Parry, Job.

## Vie familiale
Plunkett Greene épouse en 1899 Gwendoline Maud Parry, fille cadette d'Hubert Parry. Ils ont trois enfants: Richard Plunket Greene (1901), David Plunket Greene (1904) et Olivia Plunket Greene (1907). Cette union n'est pas heureuse et ils se séparent en 1920. En 1924, il écrit un livre sur la pêche à la mouche, intitulé Bright Waters Meet. Plunket Greene meurt le 19 août 1936, à l'âge de 71 ans. Il est enterré au cimetière paroissial de Hurstbourne Priors, près des tombes de ses fils.
Son petit-fils, Alexander Plunkett Greene, a épousé la styliste de mode Mary Quant dont il a eu un fils, Orlando.

## Publications
- Interpretation in Song (Londres: Macmillan, 1912)
- Pilot and other stories (Londres: Macmillan, 1916)
- Where the Bright Waters Meet (Londres: Philip Allan, 1924)
- From Blue Danube to Shannon (Londres: Philip Allan, 1935)
- Charles Villiers Stanford (Londres: Edward Arnold, 1935)

## Discographie
Harry Plunket Greene a enregistré des chants pour la Gramophone Company et Columbia Records.
Gramophone Company (1904–1908):
- 2-42776 Abschied (Schubert). 22 January 1904; matrice 4891b
- 3-2016 Off to Philadelphia (Battison Haynes). 22 janvier 1904; matrice 4892b
- 3-2017 a) Mary (Goodheart) b) Quick, we have but a second (Stanford). 22 janvier 1904; matrice 4894b
- 3-2018 Father O'Flynn (arr Stanford). 22 janvier 1904; matrice 4894b
- 3-2059 (a) Eva Toole (b) Trottin' to the fair (Stanford). 14 février 1904; matrice 5065b
- 3-2060 The Donovans (Needham). 14 février 1904; matrice 5067b
- 3-2089 Over here (Wood). 4 janvier 1904; matrice 4779b
- 3-2333	a) The happy farmer (Somervell) b) Black Sheila of the silver eye (Harty). 30 mai 1905; matrice 2114e
- 3-2334 The gentle maiden. 30 mai 1905; matrice 2116e
- 3-2335 Little red fox (arr. Somervell). 30 mai 1905; matrice 2113e
- 3-2336 Little Mary Cassidy. 30 mai 1905; matrice 2121e
- 3-2337	Johneen (Stanford).  30 mai 1905; matrice 2120e
- 4-2017 Molly Brannigan (arr Stanford). 14 décembre 1908; matrice 9282e
- 02174 Off to Philadelphia (Battison Haynes). 14 décembre 1908; matrice 2741f (12")

Columbia:
- DB 1321 Poor Old Horse (Trad). 13 novembre 1933; matrice CA14156-1
- DB 1321 The Garden Where The Praties Grow (Trad). 10 janvier 1934; matrice CA 14157-2
- DB 1377 Trottin' to the Fair (Stanford). 10 janvier 1934; matrice CA14158-3
- DB 1377 The Hurdy-Gurdy Man (Schubert). 10 janvier 1934; matrice CA14259-1 wav disponible [déc. 2009] sur

En plus de ses enregistrements de chants, il a enregistré une conférence intitulée On The Art of Singing pour Columbia Records, séries International Educational Society (conférence n° 75), quatre côtés, n° D40149-40150.